# (31020) Skarupa
(31020) Skarupa est un astéroïde de la ceinture principale et plus spécifiquement du groupe de Hilda.

## Description
(31020) Skarupa est un astéroïde du groupe de Hilda. Il présente une orbite caractérisée par un demi-grand axe de 3,99 UA, une excentricité de 0,12 et une inclinaison de 3,5° par rapport à l'écliptique.

## Compléments